# Морочанська волость
Морочанська во́лость — історична адміністративно-територіальна одиниця Пінського повіту Мінської губернії з центром у селі Морочне.
Станом на 1885 рік складалася з 24 поселень, 11 сільських громад. Населення — 7868 осіб (3951 чоловічої статі та 3917 — жіночої), 552 дворових господарства.
Після відходу Волині до Польщі 1921 року волость було перейменовано на ґміну, що входила до складу Пінського повіту Поліського воєводства.
У наш час територія колишньої Морочанської волості майже у повному складі входить до складу Зарічненського району (окрім 2 сіл - Малі Телковичі та Новосілки, що входять до складу Володимирецького району) Рівненської області.
|                     | Площа, десятин | У тому числі орної, дес. |
| ------------------- | -------------- | ------------------------ |
| Сільських громад    | 10943          | 4280                     |
| Приватної власності | 38498          | 4366                     |
| Казенної власності  | 3452           | 264                      |
| Іншої власності     | 608            | 199                      |
| Загалом             | 53501          | 9113                     |

## Основні поселення волості[3]
- Морочне
- Локниця
- Нобель
- Погост Зарічний

## У складі Польщі
Після окупації Полісся поляками волость називали Ґміна Морочна і включили до Пінського повіту Поліського воєводства Польської республіки. Центром ґміни було село Морочне.
Розпорядженням Міністра внутрішніх справ Польщі 23 березня 1928 р. передано село Острів від ґміни Морочна до ґміни Вічувка.

## У складі СРСР
Після радянської анексії Морочанська волость Пінського повіту передана до Сарненського повіту 27.11.1939 в ході випрямлення кордону УРСР з БРСР. 
17 січня 1940 р. волость було ліквідовано у зв'язку з утворенням Морочненського району.